# Борисоглебский Надозёрный монастырь
Борисогле́бский Надозёрный монасты́рь — монастырь, располагавшийся неподалёку от Переславля-Залесского. Известен также как Борисоглебский Нагорный монастырь и Борисоглебский монастырь «на горе».
В Переславле было два Борисоглебских монастыря: Надозёрный и Песоцкий. Есть мнение, что к началу XVIII века эти Борисоглебские монастыри были одним монастырём.

## История монастыря
Время и обстоятельство основания монастыря не известны. В 1519 году монастырь стал собственностью московского митрополита. К тому времени слобода вокруг монастыря состояла из 18 дворов. В начале 1540-х годов слобода была фактически подчинена городу, однако в 1554 году Иван Грозный подтвердил принадлежность слободы к монастырю; в 1634 году подтверждение было повторено. К 1670-м годам слобода состояла уже из 25 дворов. В 1744 году монастырь был отдан переславским епископам под загородную дачу; монастырская слобода оказалось в подчинении у епископа; в 1788 году Переславская епархия была упразднена, а на месте бывшего монастыря разместилось городское кладбище.
Строения монастыря не сохранились, равно как и кладбище XVIII века (нынешнее кладбище у Черниговской часовни — более позднее). Теперь здесь Борисоглебская слобода, район города Переславля.

## В окрестностях монастыря
- Никитский монастырь.
- Синий камень лежит на берегу Плещеева озера. До начала XVII века он находился в овраге возле Борисоглебского монастыря.
- Черниговская часовня на старом кладбище.